# Seltisberg
Seltisberg est une commune suisse du canton de Bâle-Campagne, située dans le district de Liestal.

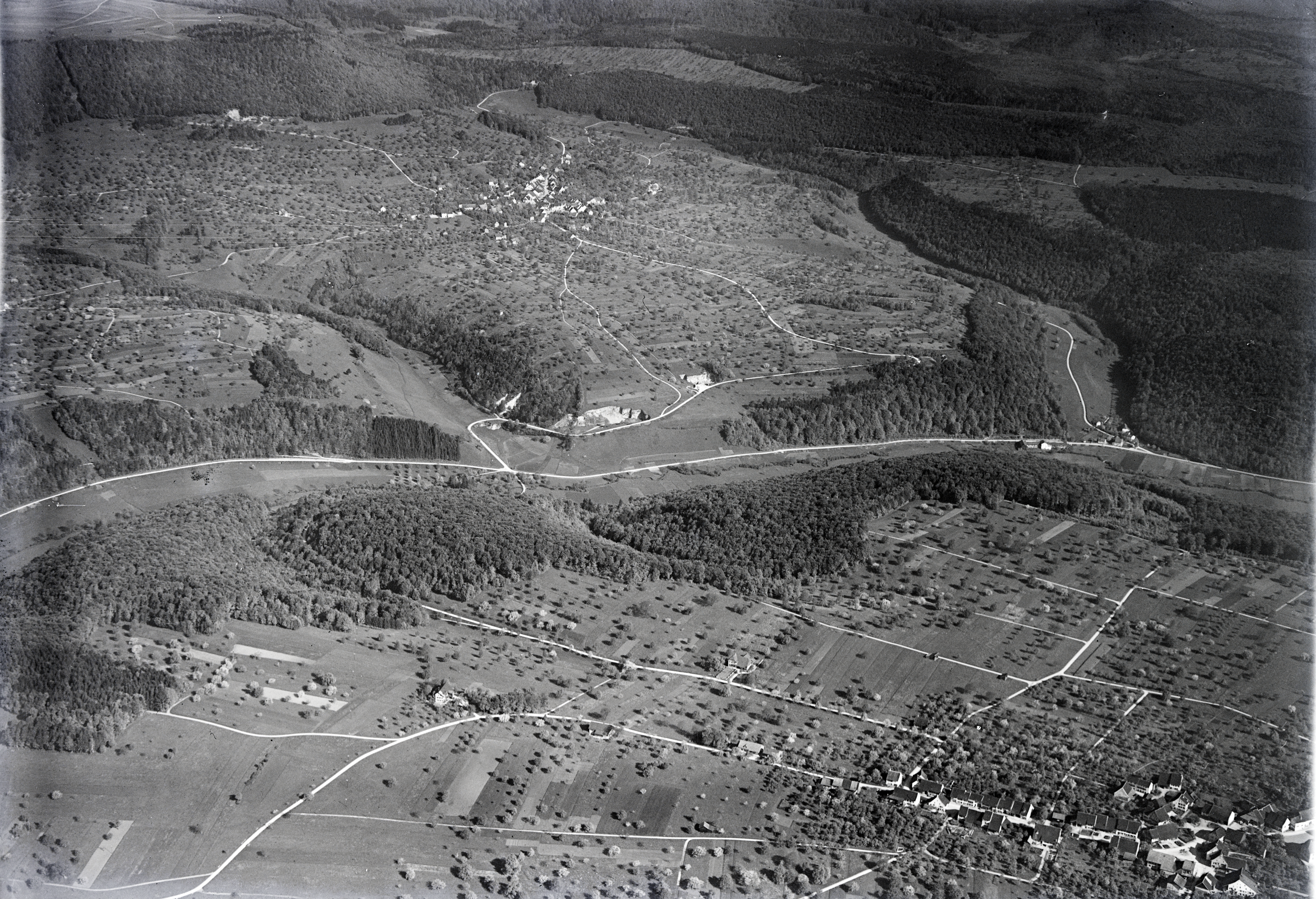
Vue aérienne de 900 m par Walter Mittelholzer (1930).